# Virbia flemmingi
Virbia flemmingi är en fjärilsart som beskrevs av Rothschild 1910. Virbia flemmingi ingår i släktet Virbia och familjen björnspinnare. Inga underarter finns listade i Catalogue of Life.